# 10390 Lenka
10390 Lenka è un asteroide della fascia principale. Scoperto nel 1997, presenta un'orbita caratterizzata da un semiasse maggiore pari a 2,1446760 UA e da un'eccentricità di 0,0591781, inclinata di 3,89836° rispetto all'eclittica.